# ماركوس لا غرينغ
ماركوس لا غرينغ (بالإنجليزية: Marcus la Grange) هو منافس ألعاب قوى جنوب أفريقي، ولد في 12 ديسمبر 1977.

## وصلات خارجية
- ماركوس لا غرينغ على موقع الاتحاد الدولي لألعاب القوى (الإنجليزية)
- ماركوس لا غرينغ على موقع أوليمبيديا (الإنجليزية)